# Federació de Wukari
La Federació de Wukari és un estat tradicional de Nigèria, successor de l'estat de Kwararafa de l'ètnia jukun. L'estat està basat en la ciutat de Wukari al modern estat de Taraba, al del sud del riu Benue. El governant porta el títol de "Aku Uka".

## Història els primers temps
Els jukuns es van establir a Wukari al segle xvii. La ciutat era un dels centres del sud en una ruta de comerç que connectava, via la ciutat de Bauchi, amb els estats del nord de Katsina, Kano i Bornu. Les grans caravanes portaven els béns cap al nord del Sàhara, intercanviant-los per esclaus, sal i vori.
És discutible si els jukuns eren els dirigents militars del gran estat de Kwararafa, com de vegades es diu, o si la funció d'Aku era més un lideratge simbòlic o ritual dels diferents pobles de la conca del riu Benue.
Clarament l'Aku Uka de Wukari va tenir una influència considerable. Per exemple, el 1780 el dirigent d'un grup d'emigrants de Bornu va considerar necessari demanar al Aku Uka suport i reconèixer el seu govern sobre el seu nou poblament establert a Lafia, al nord-oest. El Aku Uka el va acordar i va donar al cap el títol de Sarkin Lafia Bare-Bari.

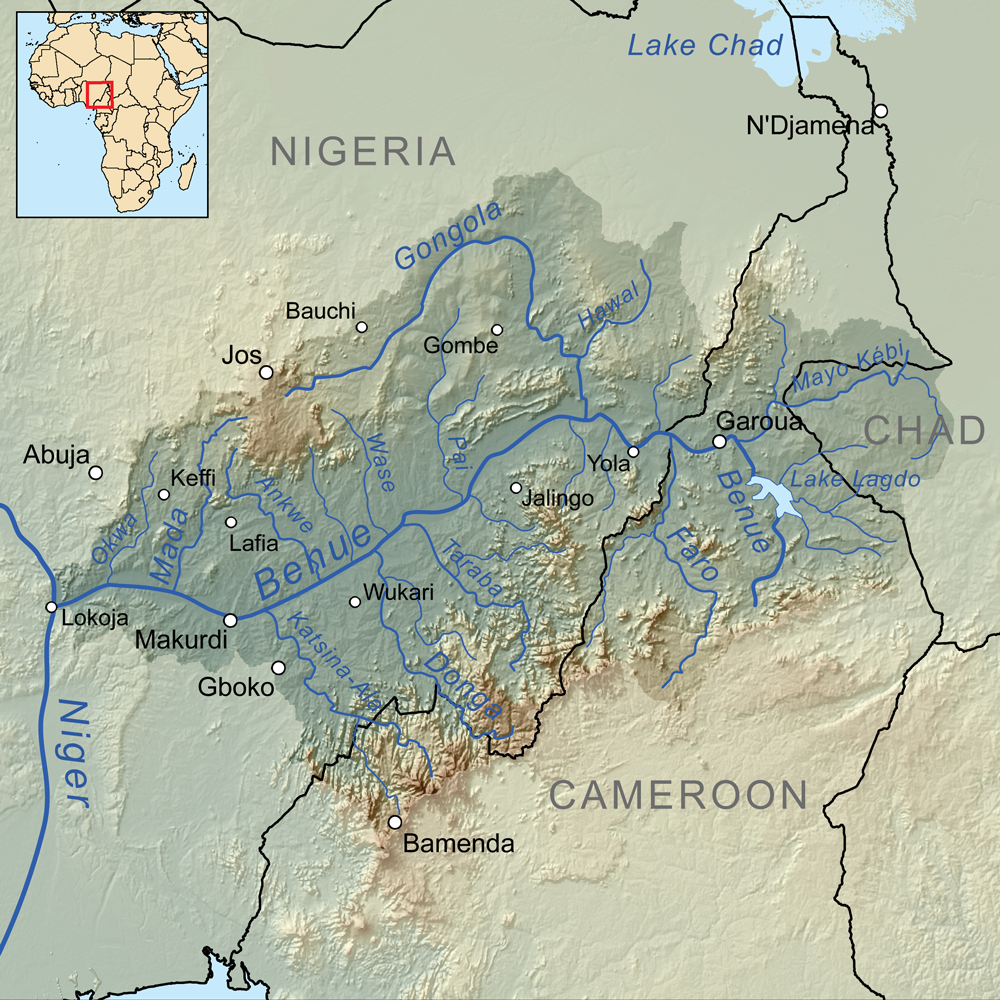
Conca del riu Benue. Wukari es troba prop de la confluència dels rius Donga i Benue, a l'oest del Donga i al sud del Benue.

L'Aku Uka de Wukari va esdevenir un poder regional en els anys 1840 després que l'anteriorment poderós estat de Kwararafa fou destruït durant la gihad fulani (1804–1810) i les seves derivacions.
La consolidació de Wukari com un estat independent pot haver-hi estat afavorida per la pressió del poble dels chambes, que empenyia cap a l'oest al sud del Benue en aquell temps.
Quan els britànics van incorporar l'estat al protectorat de Nigèria del Nord al voltant del 1900, era un territori multiètnic, incloent-hi tivs i musulmans hausses i fulanis així com als originals jukuns. Els britànics van delegar molta autoritat als governants tradicionals en el protectorat del Nord. El 1958 l'Aku Uka de Wukari era un dels quatre governants que servien com a ministre sense cartera en el Consell Executiu de la regió, sent els altres el sultà de Sokoto, l'emir de Katsina i el de Kano.

## Religió
Les creences tradicionals dels jukuns i els seus rituals són complexos, amb elements únics. Per exemple, van creure que en la seva migració del Iemen a Kwararafa al voltant del 596 van ser assistits per cocodrils gegants, que per això eren protegits, i encara tenen una capella a l'estany de Marmara a Wukari. La religió dels jukuns inclou la creença en el dret diví de regnar del Aku Uka que és considerat fill de déu. Dels diversos déus, el déu del sol és el principal. La religió inclou la creença en la comunicació amb les ànimes del mort.
Aquestes semblances amb les creences egípcies han dirigit alguns antropòlegs a especular que els jukuns al principi van venir del Sudan.
Els kuteb, que parlen una llengua relacionada i viuen just al del sud dels jukun, tenen una tradició que diu que van emigrar d'Egipte aproximadament fa mil anys, però la seva religió és molt diferent.
El poble de Wukari va seguir aferrat a la seva religió tradicional durant molts anys després de la pèrdua d'independència, i alguns encara la practiquen. El primer missioner cristià va arribar el 1905, i la primera missió va ser oberta el 29 de maig de 1906. El 1914 un dels missioners, el Reverend W. Maxwell, va publicar l'Evangeli de Sant Marc en la llengua dels jukuns, en el dialecte de Wukari Wapan. El progrés era lent, amb una congregació petita i pastors no indígenes fin als anys 1950.
Tot i que molts dels jukuns són ara cristians, alguns són animistes i altres són musulmans. L'Aku Uka, Shekarau Angyu Masa Ibi és cristià i practica a la capella establerta en el Palau per l'Església Cristiana Reformada de Nigèria (CRCN).

## Temps recents
Wukari és un país multiètnic. Mentre els jukuns consideren que és la seva pàtria tradicional, altres grups ètnics incloent-hi els tivs i hausses hi han estat present per més de 200 anys.
Els anys 1910, les autoritats colonials van encoratjar la immigració dels tivs a la regió, tot i que van ser considerats un "grup inferior" sense història d'administració estatal central, i van ser col·locats sota l'autoritat del Jukun Aku Uka.
La contínua expansió dels tivs a Wukari fou deguda en part a la pressió demogràfica, i en part a l'insostenible sistema de cultiu de cremar la terra.
En el segle xix, els tivs es van aliar amb els jukuns per lluitar contra els hausses i fulani.
Més recentment, els tivs i els hausses s'han aliat en alguns períodes contra els jukuns. Tanmateix, sota la Primera República (1963–1966), els jukuns i els hausses van donar suport al Northern People's Congress (Congrés dels Pobles del Nord), mentre els tivs donaven suport al seu rival el United Middle Belt Congress (Congrés Unit del Cinturó del Mig), sovint arribant a un conflicte violent.
Durant la Segona República (1979–1983) tant els tivs com els Jukun van donar suport al Partit Nacional de Nigèria (National Party of Nigeria).
Hi va haver enfrontaments el 1990 i 1991 relacionat amb si Wukari hauria d'esdevenir part de l'estat de majoria tiv de Benue Estat o de l'estat de majoria jukun de Taraba. El juny de 1992, una membre jukun de l'Assemblea de l'Estat de Taraba, l'única dona d'aquesta assemblea estatal, fou assassinada.
Els jukuns van acusar als tivs de l'assassinat, i la violència va esclatar entre les dues comunitats.
Durant aquest període unes 5.000 persones podrien haver mort en el conflicte i molts més forçats a fugir. El 2001 i 2002 hi va havr un altre cop enfrontaments entre els jukuns, tivs, kutebs i fulanis de la Federació. L'Aku Uka de Wukari, Shekarau Angyu Masa-Ibi Kuvyo II, es diu que va dir: "Ells (els tivs) van venir aquí per cultivar; els ho vàrem permetre, els vàrem donar títols de comandament... Ara que la seva població ha augmentat, creuen que són prou per a colonitzar-nos."
L'agost de 2010 hi va haver noves lluites, aquest temps per divisions religioses més que per línies ètniques. Els cristians disputaven la construcció d'una mesquita als quarters de la Policia de la Divisió de Wukari, i van començar aldarulls uns quants dies abans d'una visita planejada del sultà de Sokoto, Muhammad Sa'ad Abubakar III. Moltes vides van ser perdudes i moltes propietats es van destruir. L' Aku Uka de Wukari i president del Consell Tradicional de l'Estat de Taraba, Shakaru Angyu, segons es diu ja havia advertit al Comandant d'Àrea contra l'edifici de la mesquita, el qual va ser destruït durant els aldarulls.
En una nota més positiva, tradicions Wukari com els rituals de la capella del cocodril són d'interès per turistes.
El festival de pesca anual anomenat Nwonyo, que té els seus orígens el 1826, inclou carreres de barques i canoes, busseig, natació, i danses tradicionals, i hi ha un premi per la persona que agafa el peix més pesat.
La competició té lloc al llac Nwonyo, que es diu que havia estat descobert el 1816 pel fundador d'Ibi, Buba Wurbo, i el primer festival públic va ser celebrat durant el regnat de Abgumanu II (1903–1915).
Després d'un ritual per apaivagar als déus del riu, en el concurs de pesca de l'abril del 2010 el guanyador va agafar un peix que pesava 318 kg.

## Governants
Els governants jukuns de la Federació Wukari, amb títol "Aku Uka", foren:
| Inici | Final                             | Governant                  |
| ----- | --------------------------------- | -------------------------- |
| 1833  | 1845                              | Zikenyu Tsokwa Tasefu      |
| 1845  | 1860                              | Agbumanu Jo Agbu           |
| 1860  | 1871                              | Ashumanu II Jibo Kindonya  |
| 1871  | 1903                              | Awudumanu Jo Abite         |
| 1903  | 1915                              | Agbumanu II Agbunshu       |
| 1915  | 1927                              | Ashumanu III Ali           |
| 1927  | 1940                              | Agbumanu III Amadu         |
| 1940  | 1945                              | Ashumanu IV Angyu Masa Ibi |
| 1945  | 1960                              | Agbumanu IV Atoshi         |
| 1960  | 1970                              | Ashumanu V Adi Byewi       |
| 1970  | 1974                              | Awudumanu II Abe Ali       |
| 1974  | 1976                              | Agbumanu V Adda Ali        |
| 1976  | Shekarau Angyu Masa Ibi Kuvyon II |                            |